# 南雲涼
南雲 涼（なぐも りょう）は、日本の女性声優。アダルトゲームに声をあてている。

## 出演

### 18禁OVA
- 清純看護学院 新人ナース“祐未”恥虐の看護実習（中山 理沙）[1]
- 犠母妹（若尾 恵）[2]

### ゲーム

#### 1999年
- 恋のスイートタルトはいかが?（牧浦 弥生）
- DEEP（柳沢 小夜子）
- P.S.2〜真実の扉〜（優）
- 連鎖 〜裏切りの鎖〜（桜 さつき）

#### 2000年
- 好きだよっ!（田端 あさぎ）
- おまかせ☆でまかせえ〜んじぇる!!〜ショコラとミルフィー祝福しちゃうぞっ〜（ショコラ）[3]
- School Days（大崎 のぞみ）
- せんぱい（大原 美菜子、高村 峰香）
- MaYa 〜微睡島の眠姫〜（御神楽 聖）
- レンズの向こう側（宮脇 信太郎）
- P.S.3〜ハーレムナイト〜（香）

#### 2001年
- VELVET ECHO 〜ヴェルベット エコー〜（リューナ）
- 傷モノの学園（獅道 直美）
- 犠母妹 〜背徳の狂宴〜（若尾 恵）
- 逆吊 〜吊より〜（榊原 美穂）
- 真・脳力者（新居　奈緒美）
- Deep Fantasy（エミリア・アル・シュレサリア）
- ぽこぽこ軍将 〜棚からこぼれたストーリー〜（藤崎 佳乃子）
- ゆうれいは同居人!?（冴子）
- 凌辱看護婦学院（中山 理沙）

#### 2002年
- 兄嫁（永山 梓）
- ぽこぽこ軍将2（藤崎 佳乃子）
- モルダヴァイト（アマネ=ルヴィル、吟遊詩人）

#### 2003年
- 青 can de 3P!?（相原 薫、ちはる）
- 喪失郷（葛樹 奈津夜）

#### 2006年
- PP -ピアニッシモ- 操リ人形ノ輪舞（韮崎 璃宝）

#### 2007年
- 蔵の中はキケンがいっぱい!?（近澤 依子）